# 八里安福宮
八里安福宮，又稱將軍爺廟，創建於清嘉慶九年（西元1804年），為全台少數主祀李廣將軍的廟宇。 
奉祀主神為西漢名將-飛將軍李廣(又稱李府將軍），配祀李文將軍（二將軍）以及李江將軍（三將軍）。 據傳說其三人為兄弟，神威深受世人景仰，在宜蘭頭城一帶皆有奉祀之廟宇。
據史記李將軍列傳所記載，李廣將軍，隴西郡成紀縣人（今甘肅省天水市），先祖乃秦朝名將李信。李廣驍勇善戰，一生與匈奴交戰多年，匈奴人畏其英勇，故稱「飛將軍」。 漢景帝時期，因其建有軍功，被封為上郡太守，深受士兵百姓愛載。 
於唐德宗時期，李廣將軍被列入武廟奉祀，為中國歷代六十四名將之一。
曾於狩獵時射箭穿石一事被廣為流傳，因此也有神射手之稱。相傳李廣將軍神威顯赫，其神箭有驅邪鎮煞之用，於現今屏東縣佳冬鄉賴家村地區有此傳統，故立有「李廣將軍神箭碑 （页面存档备份，存于）」以驅邪鎮煞之。

## 歷史沿革
- 清末時期 - 先民由福建省泉州府等地渡海來台時，恭請將軍爺金身渡台，抵達淡水港後在本鄉開墾。

- 清嘉慶九年（西元1804年） - 初建廟宇奉祀。

- 祀後由先民李穩田先生等地方仕紳獻地恭建廟宇，名「安福廟」。

- 日據時期 - 將軍爺神威顯靈，渡淡水河取藥救民，村民同感其神威廣被，香火日盛。

- 1969年（民國58年） - 因廟宇年久失修，由先民張萬春先生倡議修建，改名「安福宮」。

- 1983年（民國72年） - 由洪紅英先生等地方人士策動下擴建規模，建廟期間屢顯神蹟，歷經兩次翻修整建，于今廟宇堂皇神威顯赫。

## 組織概況
管理委員會：
成立迄今已有多屆，定期召開信徒大會，積極配合政府政策規劃。自建廟以來，眾委員弟子為感念將軍爺百年庇佑恩澤，曾數次組團遠赴大陸甘肅省李廣將軍故里謁祖尋根。

## 奉祀神明
一樓：
正殿主祀李廣將軍，配祀李文將軍、李江將軍，下方奉祀虎爺將軍，殿前供桌奉祀中壇元帥。
龍邊奉祀城隍老爺、福德正神、謝將軍。
虎邊奉祀包府千歲、范將軍。
廟外奉祀五營兵將。
二樓：
正殿主祀朱府王爺，配祀李府千歲、延平郡王、廣澤尊王、魁斗星君、李元帥。
殿前供桌奉祀觀音佛祖、善財童子、龍女。
龍邊奉祀關聖帝君、太歲星君。
虎邊奉祀註生娘娘。

## 年度慶典
農曆正月初七、八、九日   啟建新春祈安法會。
農曆正月十六、十七、十八日   新春南巡進香活動。
農曆五月一日   中庄民俗繞境活動（八里大拜拜）。
農曆九月一日   恭祝李廣將軍聖誕祈安法會。

## 外部連結
八里安福宮官方臉書粉絲專頁
2007年安福宮三年一科出巡繞境
2019年海湖福安府慶讚安福宮出巡遶境
2019年安福宮繞境入廟視頻